# Swanetien
Koordinaten: 43° 4′ 10″ N, 42° 34′ 10″ O

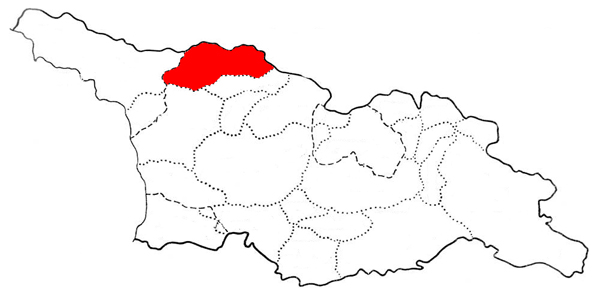
Historische Region Oberswanetien in Georgien

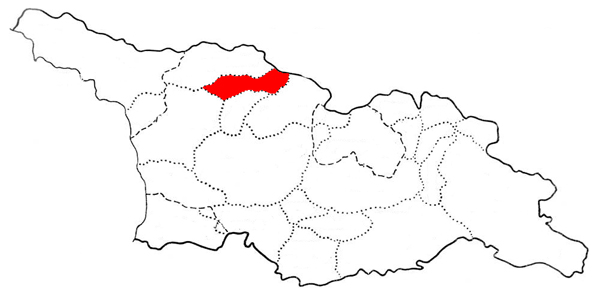
Historische Region Niederswanetien in Georgien

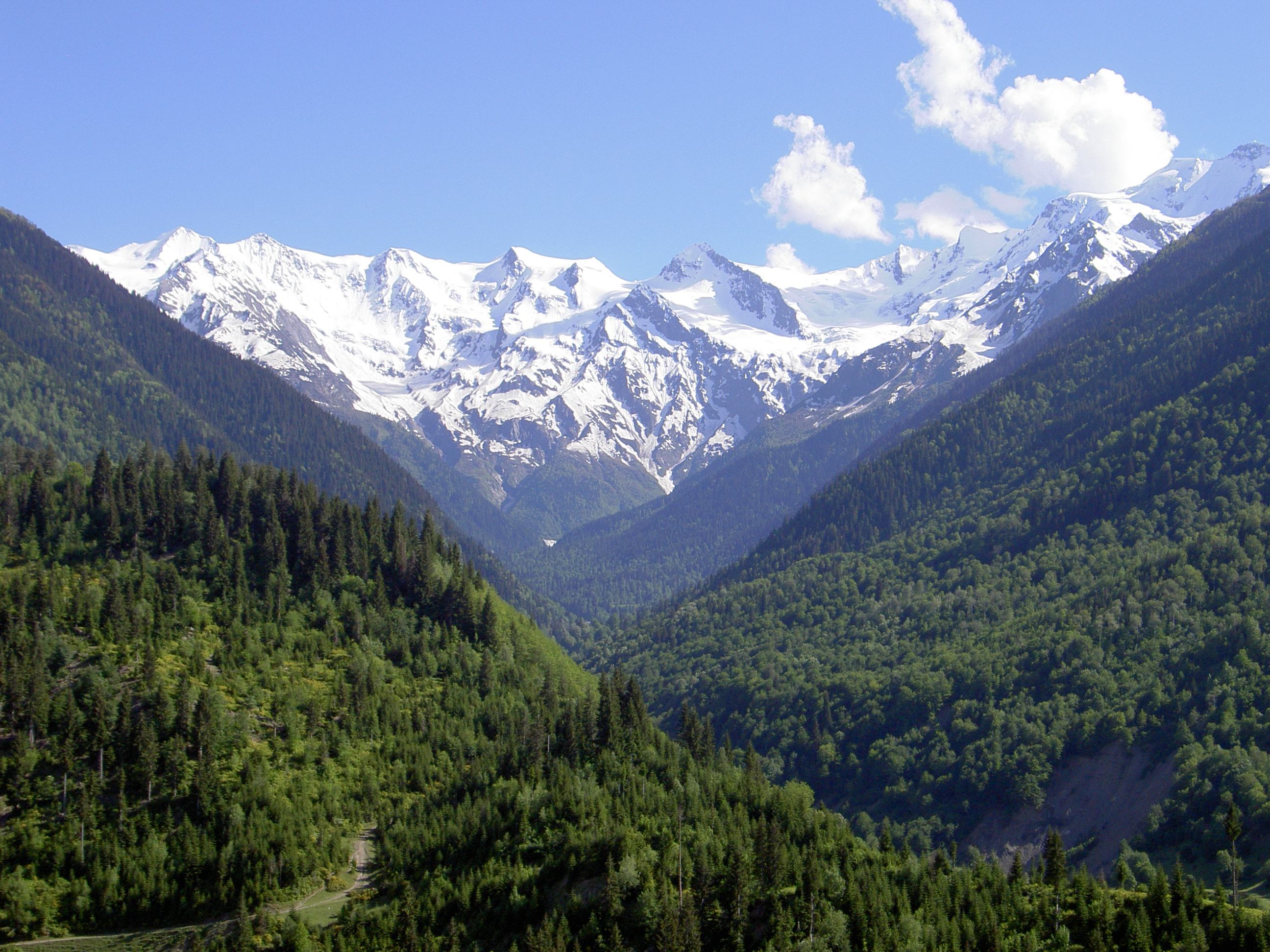
Waldgebiete in Oberswanetien

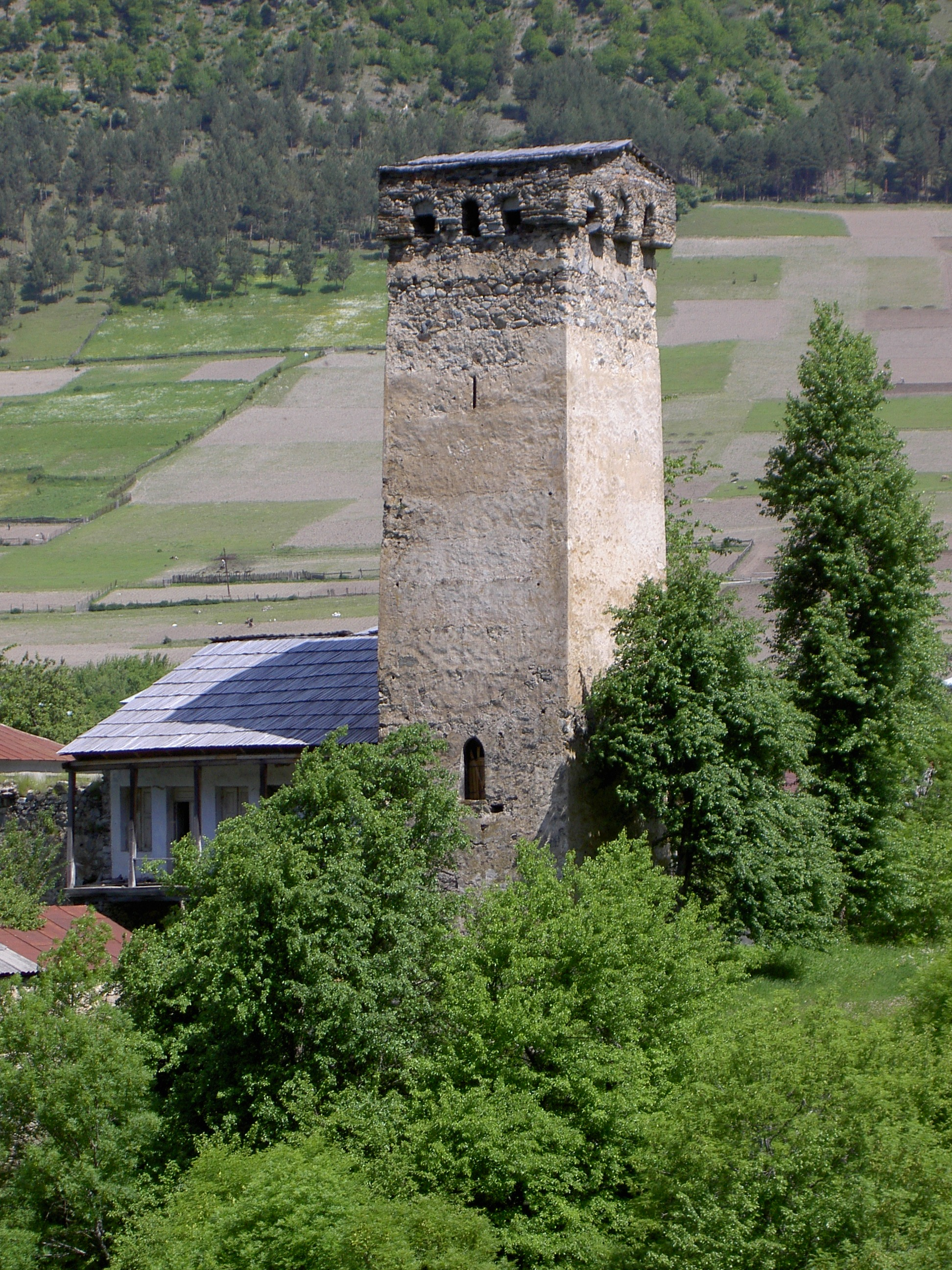
Swanetischer Wehrturm

Swanetien (georgisch სვანეთი/Swaneti) ist eine historisch-geographische Region im Norden Georgiens im Großen Kaukasus. Swanetien wird historisch als kulturell geschlossener Raum betrachtet, der über eine besondere Geschichte und Architektur sowie weitere spezifische soziale und wirtschaftliche Gegebenheiten verfügt. Politisch ist Swanetien innerhalb Georgiens heute auf die Regionen Mingrelien und Oberswanetien und Ratscha-Letschchumi und Niederswanetien aufgeteilt. Die bedeutendste Stadt in Swanetien ist Mestia, die Verwaltungshauptstadt Oberswanetiens. Swanetien ist eines der begehrtesten Reiseziele innerhalb Georgiens und vor allem bekannt für seine weitgehend unberührte Gebirgslandschaft und die besondere Architektur seiner Bergdörfer wie Kala, Mulachi und Uschguli (Ushguli), die von der UNESCO zum Weltkulturerbe erklärt wurde. Der Asteroid des äußeren Hauptgürtels (3191) Svanetia ist nach der Region benannt.

## Lage, politische Gliederung und Naturraum Swanetiens

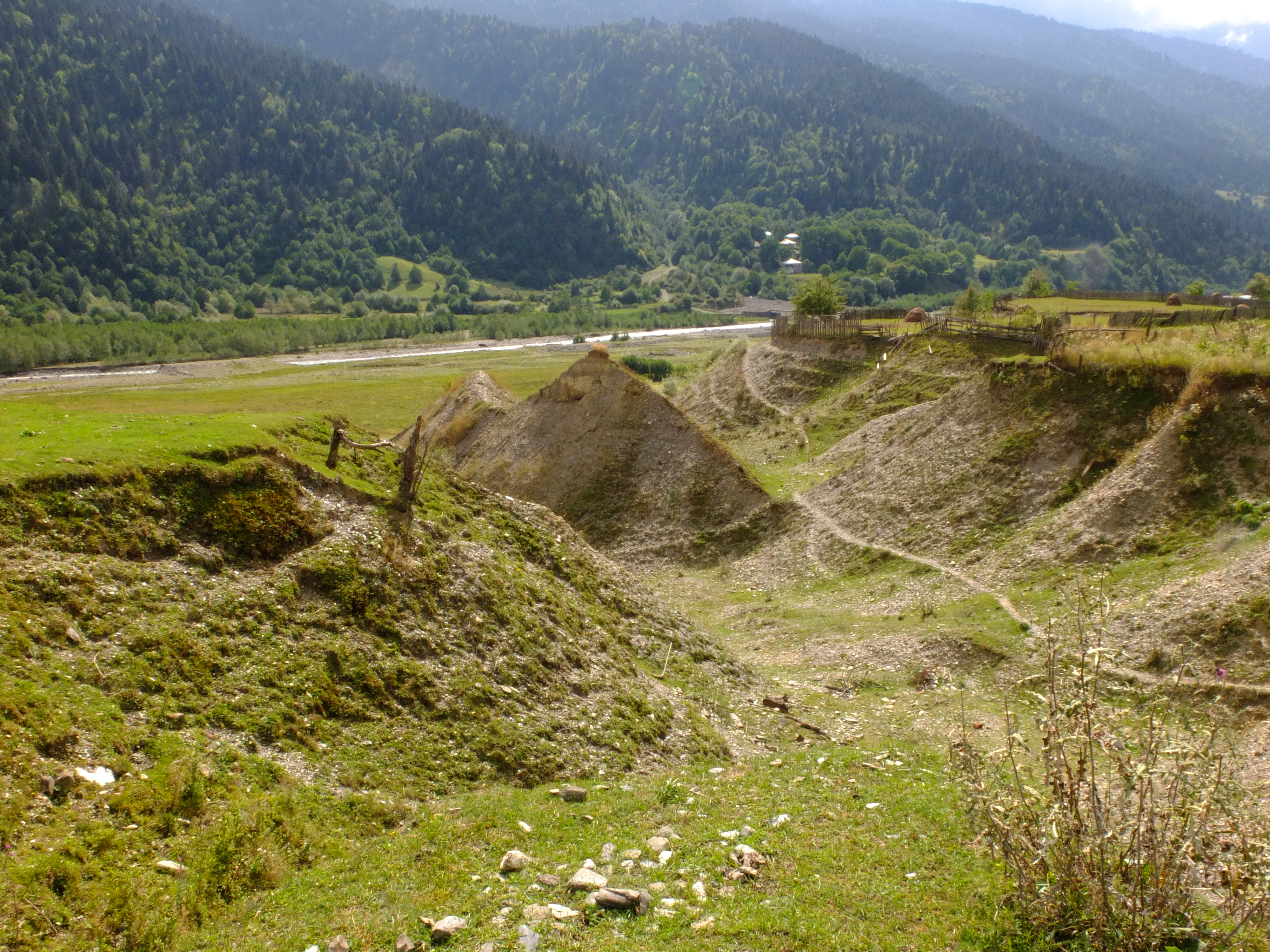
Der Blick in das obere Flusstal des Zcheniszqali zeigt die für Swanetien typischen flussnahe Weideflächen.

Swanetien liegt im Nordwesten Georgiens und grenzt von Süden her an die Republiken Karatschai-Tscherkessien und Kabardino-Balkarien der Russischen Föderation. Man unterscheidet zwischen Oberswanetien (georgisch Zemo Swaneti) und Niederswanetien (Kvemo Swaneti). Diese beiden Regionen als Teile der jeweiligen Verwaltungseinheiten Mingrelien und Oberswanetien (Samegrelo-Semo Swaneti) und Ratscha-Letschchumi und Niederswanetien (Racha-Letschchumi da Kwemo Swaneti) werden durch das Swanetische Gebirge getrennt. In Oberswanetien leben entlang des Haupttals des Enguri (Munizipalität Mestia) heute etwa 14.600 Menschen, in Niederswanetien (Munizipalität Lentechi) gut 9.000. Niederswanetien liegt zwischen Swanetischem und Letschchumi-Gebirge im Tal des Zcheniszqali. In Swanetien sank die Einwohnerzahl in Folge von Abwanderungsbewegungen aus ökologischen und ökonomischen Gründen seit Ende der 1980er Jahre stark. Die Abwanderung erfolgte vor allem nach Niederkartlien (Kvemo Kartli), eine Region südlich von Tiflis. Eine aktuelle Bevölkerungszahl kann nicht sicher benannt werden, da die Menschen trotz Abwanderung meist in ihrer Heimatregion registriert bleiben und mittlerweile wegen des wachsenden Tourismus nach Oberswanetien Rückwanderungsbewegungen eingesetzt haben. Neben Ober- und Unterswanetien siedelten Swanen seit dem 19. Jahrhundert im Kodori-Tal, einem Längstal, das auch als Dalischlucht bezeichnet wird, und das in der von Georgien abgespaltenen Republik Abchasien liegt. Im Zuge der georgischen Militärintervention unter Präsident Micheil Saakaschwili gegen die abtrünnige Republik Ossetien im Jahr 2008 wurden diese Swanen von abchasischen und russischen Militäreinheiten aus dem Kodori-Tal vertrieben und wanderten nach Niederkartlien und Oberswanetien ab.
Der höchste Berg in Swanetien (und damit in ganz Georgien) ist der 5193 m hohe Schchara im Hauptkamm des Großen Kaukasus auf der Grenze zu Russland. Außerdem prägen die Gipfel des Tetnuldi (4858 m) und des Uschba (4710 m) die Landschaft Oberswanetiens. Die Gliederung des swanetischen Gebirgslandes reicht von verschiedenen Waldstufen (Fichten- und Tannen-, Buchen-, Hainbuchen- und orientalische Hainbuchenwälder und Birkenwälder) über alpine Matten bis in eine Fels- und Gletscherzone, wobei sich das Relief entlang der beiden Hauptflüsse Enguri und Zcheniszqali durch große Schroffheit auszeichnet mit tief eingeschnittenen, teilweise schwer zugänglichen Seitentälern und hoch gelegenen Gebirgspässen. Swanetien verfügt über eine hohe Biodiversität und über eine Reihe endemischer Pflanzenarten (darunter die Glockenblume Campanula engurensis, die Distel Lamyropsis charadzeae und das Fingerkraut Potentilla svanetica). Die obere Waldgrenze liegt bei etwa 2200 Metern, wobei anzumerken ist, dass diese durch jahrhundertealte Weidewirtschaft und Holzeinschlag um 200 bis 300 Meter tiefer liegt als die natürliche Grenze und die sonnenzugewandten Hänge von deutlich tiefer gelegenem Holzeinschlag geprägt sind, um die Hänge in Siedlungsnähe einer ackerbaulichen Nutzung zugänglich zu machen. Eng verbunden mit dem Naturraum sind Naturrisiken für den Menschen wie Starkregen oder starke Schneefälle, Lawinenabgänge, Hangrutschungen und Murenabgänge. Nachhaltige Formen der Forstwirtschaft sind erst im Entstehen.
Das Klima ist in den mittleren Lagen humid mit kalten Wintern und weit in den Sommer reichenden Kältephasen. In den höheren Lagen nimmt die Zahl der warmen Monate ab, in den höchsten Lagen fehlt ein echter Sommer. In den niedrigeren Lagen von Enguri und Zcheniszqali sind die Winter gemäßigt und die Zahl der Sommermonate steigt.

## Swanetien als Kulturraum
In Georgien ist es bis heute weit verbreitet, ethnischen und regionalen Gruppen bestimmte Mentalitäten oder Lebensweisen zuzuschreiben. Und auch unter georgischen Wissenschaftlern ist es üblich, bestimmte traditionelle soziale Vorstellungen mit bestimmten ethnischen Gruppen zu verbinden. Swanen werden aufgrund besonderer geschichtlicher Bezüge dabei oft als Träger und Bewahrer von georgischer Kultur in einer gewissen reinen, unveränderten Form angesehen. Allerdings sind die über Georgien verteilt lebenden Menschen, die sich als Swanen sehen und von außen als solche bezeichnet werden, selbstverständlich weit davon entfernt, eine homogene Gruppe zu sein. Auch in der swanischen Selbstwahrnehmung führt dies dazu, sich als eine Gruppe zu sehen, die sich von anderen unterscheidet und sich als eine auf gewisse Weise freie Gruppe mit eigenen Regeln, Gesetzen und Lebensweisen zu betrachten. Aktuelle Umfragen des Caucasus Barometer von 2017 zeigen, dass weiterhin 74 % der Bevölkerung Georgiens davon überzeugt sind, dass es für einen guten Bürger wichtig sei, Traditionen zu bewahren und diese zu schützen.

## Geschichtliche Bezüge
Geht es um die Swanen als Bevölkerungsgruppe oder Swanetien als Raum, verweisen wissenschaftliche und populärwissenschaftliche Literatur immer wieder auf bestimmte geschichtliche Ereignisse oder Phasen, die herangezogen werden, um das zu charakterisieren, was als typisch für die Region und deren Bevölkerung gesehen wird oder diese auf bestimmte Weise auszeichnen soll.
Die Swanen werden sowohl von den Griechen als auch von den Römern erwähnt. Im 4. Jahrhundert v. Chr. beschreibt der griechische Chronist Xenophon die Swanen. Vermutlich zogen sie im 3. Jahrhundert v. Chr. von den Ebenen zu den abliegenden Bergregionen. Von dem griechischen Geographen Strabon (63 v. Chr.–23 n. Chr.) wurden die Swanen als kriegerisches Volk beschrieben.
Das Fürstentum Swanetien gliederte sich etwa im 12. Jahrhundert dem georgischen Königreich an in der Zeit dessen sogenannten Goldenen Zeitalters zwischen 11. und 13. Jahrhundert. Nach dem Einbrechen mongolischer Streitkräfte zersplitterte das georgische Königreich zunehmend in viele regionale Herrschaftsgebiete mit einzelnen Feudalherren. Im 15. Jahrhundert entstanden dann das Fürstentum Dadeschkeliani-Swanetien im westlichen Oberswanetien, das Fürstentum Niederswanetien (nach der Fürstenfamilie, die zugleich über Mingrelien und im Mittelalter auch in Gurien herrschte, auch als Dadiani-Swanetien bezeichnet) und das sogenannte Freie Swanetien im östlichen Oberswanetien. Letzteres genoss einen hohen Grad an Autonomie, weil es dort keine Familienlinie gab, die so stark gewesen wäre, dass sie die politischen und ökonomischen Verhältnisse wesentlich bestimmt hätte. So kann das gesamte Enguri-Tal ab Mestia in dieser Zeit am besten beschrieben werden als Verbund unabhängiger Dorfgemeinschaften mit jeweils eigener Verwaltung, eigener Rechtsprechung und dem Vermögen, gemeinschaftsbezogene politische Akte umzusetzen. Swanetien war im gesamten Mittelalter trotz seiner abgeschiedenen Lage mit den georgischen Reichen verbunden. Allein in Oberswanetien wurden im Mittelalter über 100 georgisch-orthodoxe Kirchen gebaut, die meisten in der Hochzeit der Kirchenbaukunst zwischen dem 9. und 13. Jahrhundert.
Zwischen 1857 und 1859 wurde Niederswanetien vom Russischen Reich annektiert. 1864 folgte Oberswanetien. 1864 bereiste der deutsche Naturforscher Gustav Radde die Region.

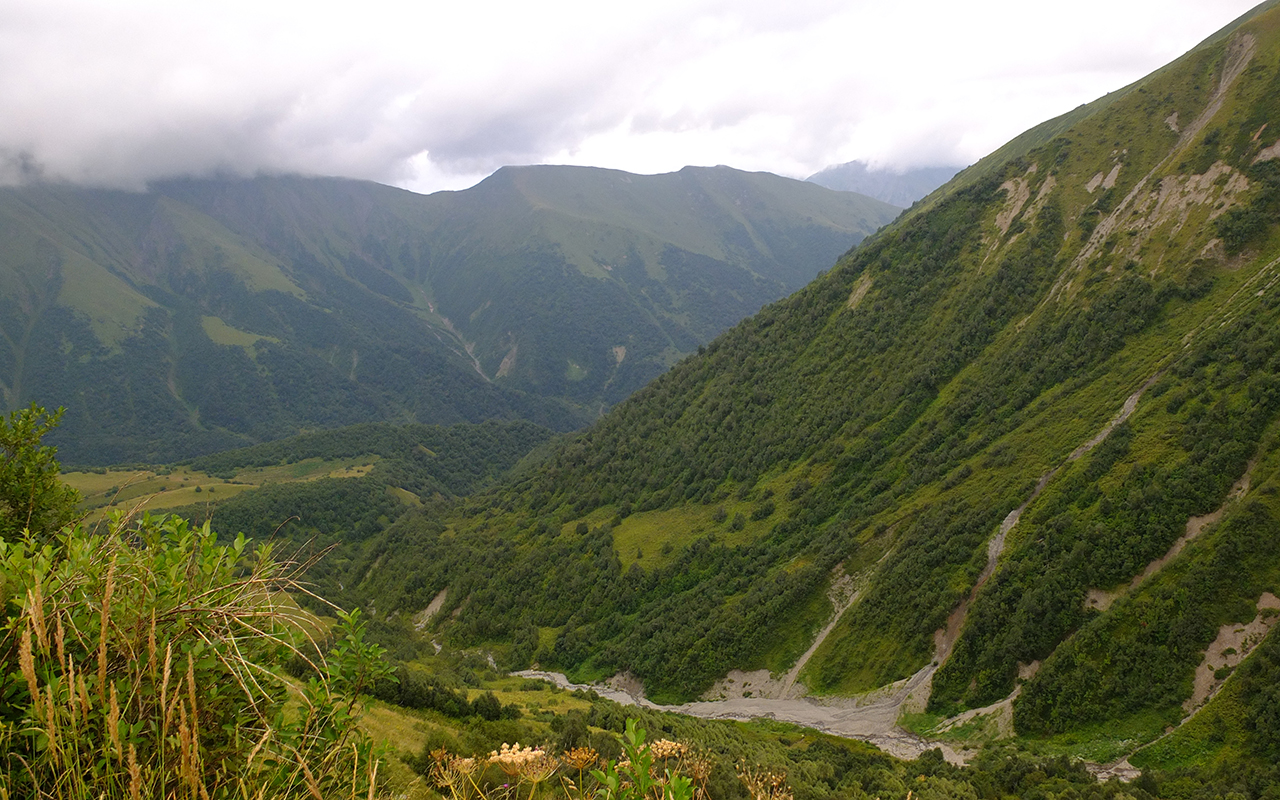
Blick auf den Zcheniszqali in Niederswanetien kurz vor dem Pass in Richtung Oberswanetien hin zum Enguri-Tal.

Bereits unter der Zeit des Einflusses des Russischen Reichs während der Kaukasuskriege (1817–1864) und der Demokratischen Republik Georgien (1918–1921) gab es starke Bemühungen, traditionelle Rechtsvorstellungen aufzulösen, wie sie in ganz Georgien und besonders in Swanetien verbreitet und im Alltag wirksam waren, z. B. in Form von Gemeinschaftsversammlungen, Ältestenräten und Mediationsgerichten, weil sie einer Modernisierung der Gesellschaft und einer Umsetzung zentralstaatlichen Rechts entgegenstanden.
In der Zeit der Sowjetunion wurden diese Bemühungen mit der Einrichtung sowjetischer Gerichte und der Durchführung von Strafverfahren zur Umsetzung der marxistisch-leninistischen Ideologie fortgesetzt und vertieft, stießen jedoch auf starken Widerstand unter der Bevölkerung Swanetiens und auch der sonstigen Bevölkerung Georgiens, weil das Sowjetsystem überwiegend als Kolonialmacht wahrgenommen wurde. Besonders im Kaukasus erfolgte die Einführung des sowjetischen Rechtssystems nicht konsequent, da die Gerichte und Strafverfolger schlicht überfordert waren von der Vielzahl der möglichen Fälle. So blieben gleichzeitig immer auch traditionelle Rechtsinstanzen wie Ältestenräte und Mediatorengerichte erhalten. Bis zum Ende der Sowjetunion sind für Swanetien Fälle dokumentiert, bei denen Personen sowohl Mitglieder sowjetischer Rechtsinstitution waren, als auch in traditionellen Mediatorengerichten tätig waren, was sich eigentlich ausschloss. Dies lag daran, dass sich im sowjetischen Georgien eine Unterscheidung nach Kapitalverbrechen und anti-sowjetischen Verbrechen etablierte, deren Verhandlung und Verurteilung der Staat rigoros an sich zog und sogenannten Privatangelegenheiten, bei denen den Parteien zugestanden wurden, eine außergerichtliche Einigung anzustreben, z. B. über Instanzen traditionellen Rechts.
Als weiteres folgenreiches Ereignis in der Geschichte Swanetiens kann die ökologische und soziale Katastrophe im Winter 1986/87 gelten, die durch andauernde, ungewöhnlich starke Schneefälle verursacht wurde und in deren Folge, je nach Quellenlage, 80 bis 100 Menschen in Ober- und Unterswanetien ihr Leben verloren. Infolgedessen wurden ungefähr 16.000 Menschen evakuiert und dauerhaft umgesiedelt in andere Regionen Georgiens, v. a. in Dörfer in Kvemo Kartli, südlich von Tbilisi.

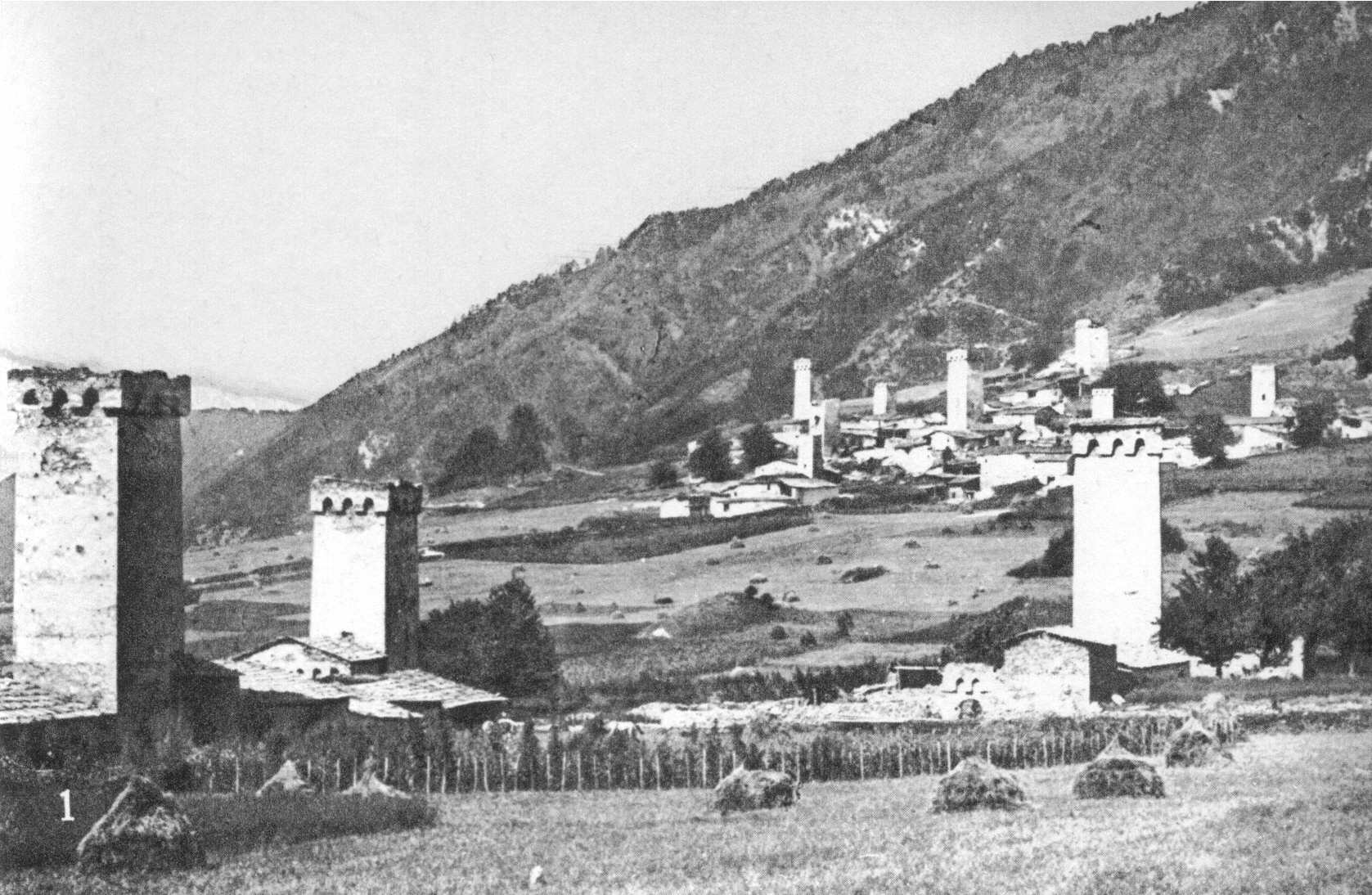
Mestia, die Verwaltungshauptstadt Swanetiens um 1900.

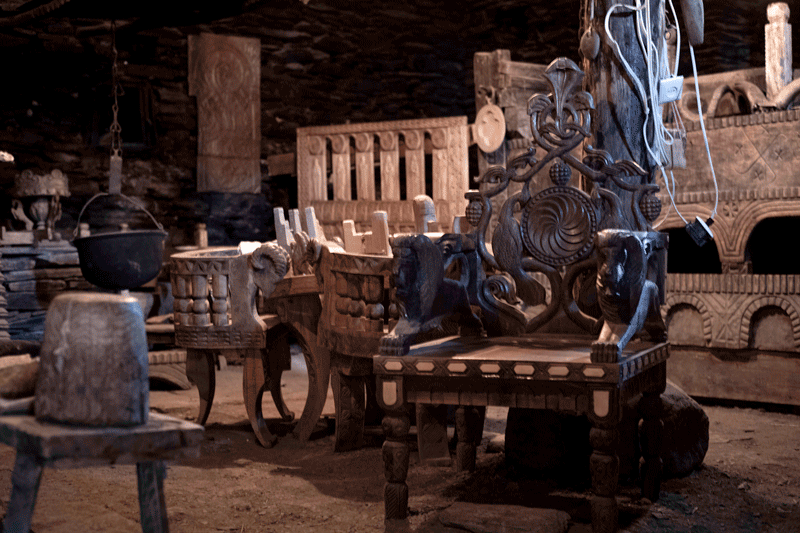
Der Stuhl eines Ältesten (makhushi) im privaten ethnografischen Museum einer Familie in Zhibiani (Ushguli).

Die für die Menschen ganz Georgiens verheerende Zeit der Abspaltungskriege und des Bürgerkriegs nach 1990 betraf auch Swanetien durch z. B. die Rücksiedelung von Swanen aus Abchasien erheblich. Die lokale Wirtschaft reduzierte sich auf Subsistenzwirtschaft. Die Zulieferung von Produkten aus humanitärer Hilfe und die Versorgung der Bewohner durch Verwandte aus anderen Landesteilen stellte eine lebensnotwendige Ergänzung dar. Die zwischen Bergdörfern und anderen Regionen Georgiens pendelnden Menschen waren hierbei ständig der Gefahr ausgesetzt, von Milizen, Paramilitärs und bewaffneten Banden beraubt zu werden. Erst seit 1995 gelang es dem Staat in den folgenden 10 Jahren schrittweise die Bergregion wieder unter rechtsstaatliche Kontrolle zu bringen.

## Traditionelle Rechtsvorstellungen und Rechtspraktiken
Unter georgischen Wissenschaftlern ist weitgehend anerkannt, dass die Hauptquelle mittelalterlichen Rechts in den früheren Königreichen des Kaukasus mündlich tradierte Rechtssysteme waren. Einzelne Elemente daraus haben bis in die Gegenwart eine hohe Persistenz, so dass traditionelle Rechtsvorstellungen bis heute vor allem in ländlichen Regionen durchaus noch den täglichen Umgang zwischen Individuum und Gemeinschaft regeln.
Aktuelle Studien zum traditionellen Recht unterscheiden vier Dimensionen des traditionellen Rechtsverständnisses der Swanen: eine soziale Dimension, eine praktische oder eine Handlungsdimension, eine religiöse Dimension und eine moralische Dimension. So sind traditionelle Rechtsvorstellungen insofern hochgradig eingebundenen in die Alltagspraktiken des täglichen Lebens, als sie innerhalb der Dorfgemeinschaften und über sie hinweg das soziale Leben der Familien und der entfernteren Mitglieder der Abstammungslinien regeln. Damit verbunden sind soziale Rollenvorstellung von Mann und Frau, Erb- und Heiratspraktiken, Vorstellungen über den Umgang miteinander in der Familie mit Prinzipien wie dem Respekt vor den Ansichten und Entscheidungen der Älteren. Diese Prinzipien oder Verhaltensvorschriften haben zudem eine moralische Dimension. D. h. Wertvorstellungen wie Ehrlichkeit, Ehrgefühl, Vertrauen und der Glaube an die Bedeutung der Familie sind mit starken moralischen Gefühlen verbunden und oft zusätzlich innerhalb religiöser Praktiken verankert.
Als einer der Hauptgründe für die Dauerhaftigkeit traditioneller Vorstellungen unter Swanen wird im swanischen Verständnis von Abstammung gesehen (gvari als männliche Abstammungslinien des Vaters), das direkt an das Recht an Eigentum von Boden gebunden ist. Daraus folgen Verfahren oder Praktiken, die das Aushandeln von Besitzverhältnissen zwischen Familienlinien regeln, die wiederum aus Heiratsverhältnissen hervorgehen (Aufteilung der gvari in sogenannte Bruderschaften, samkhub oder lamkhub als Verzweigungen der männlichen Abstammungslinie, deren Mitglieder als Brüder angesehen werden). Als temi werden einerseits die Familienäste desselben Nachnamens bezeichnet, andererseits alle Flächen einer Ortschaft als territoriale Einheit. Die familiären Abstammungslinien sind somit der gesamten Kulturlandschaft Swanetiens stark eingeschrieben, weswegen es selbst dem restriktiven Sowjetsystem nicht möglich war, die Kollektivierung in letzter Instanz so umzusetzen, dass sich der Umgang der Menschen mit dem Land, welches sie bewirtschafteten, von den althergebrachten Eigentumsvorstellungen löste.
In Folge der Desintegration des georgischen Staates nach dem Zusammenbruch der Sowjetunion, u. a. im georgisch-abchasischen Krieg (Georgien, Georgisch-Abchasischer Krieg), kam es in Swanetien zu Gewaltprozessen wie Blutfehden, Brautraub, Überfällen durch Räuberbanden, willkürlicher Landverteilung und Landnahme, die die Gewaltausübenden oft unter Berufung auf traditionelles Recht durchführten. Von der lokalen Bevölkerung wurden diese Taten aber meist als Verstoß gegen swanische Ehrvorstellungen gewertet, weil sie offensichtlich der Umsetzung von Machtinteressen lokaler Eliten dienten.

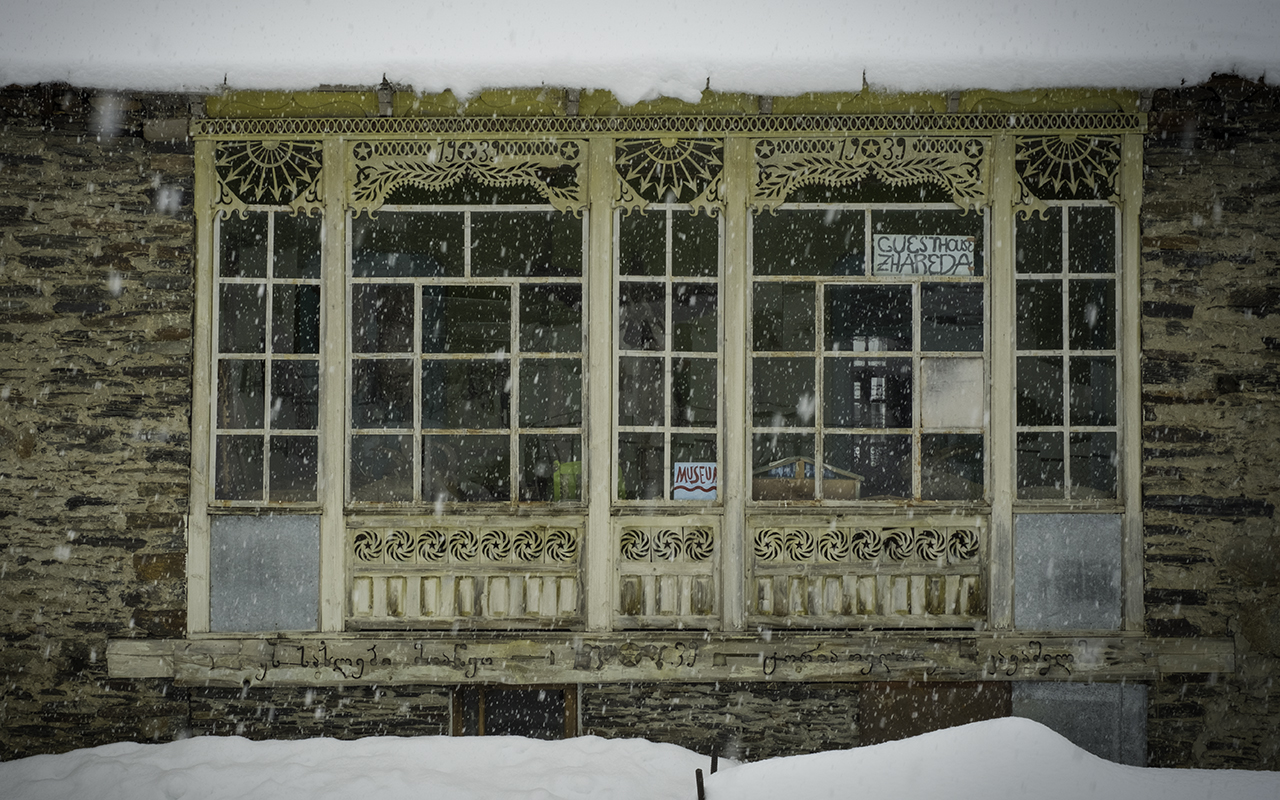
Der Balkon eines Gästehauses in Ushguli zeigt in seinem Holzkorpus die Sowjetinsignien Hammer und Sichel.

Institutionen traditionellen swanischen Rechts sind Gemeinschaftsversammlungen unter Vorsitz eines Ältesten (makhushi), innerhalb derer sowohl Gemeinschaftsinteressen wie Betrug, Verletzung religiöser Normen oder Heiratsangelegenheiten als auch Individualinteressen wie Verletzung einer anderen Person, Diebstahl oder Ehrverletzung beraten werden. Sogenannte Mediationsgerichte analysieren Konflikte und bemühen sich, einen Ausgleich von Interessen herbeizuführen. Dabei gibt es keinerlei feste inhaltliche Regeln oder Texte, auf die man sich bezieht. Ein jeder Fall wird neu verhandelt, womit der Praxis des Aushandelns, d. h. den Verfahren des Herstellens von Gleichheit und Gerechtigkeit zentrale Bedeutung zukommt (Praxis- oder Handlungsstruktur).
Die für die Umsetzung traditionellen Rechts zentrale Praktik ist der Schwur auf die Ikone (khatze dapitseba). Für den Gläubigen stellt dieser eine Art Vertrag dar, den der Schwörende mit Gott eingeht, um z. B. seine Unschuld zu belegen, ein bestimmtes zu veränderndes Verhalten gegenüber der Gemeinschaft oder eine Ausgleichszahlung gegenüber der geschädigten Partei zuzusichern. Damit stellt die Praxis des Schwurs auf die Ikone die höchste moralische Instanz im swanischen Rechts- und Gemeinschaftsverständnis dar. Auch die Ältesten oder Mediatoren schwören auf die Ikone, um vor den Parteien Anerkennung zu finden (z. B. im Schwur, alle Parteien unvoreingenommen und gleich zu behandeln, tanastsorobis pitsi).
Dass der Umgang mit der Ikone ein so zentrales Element des alltäglichen Lebens darstellt, hat auch Folgen für andere religiöse Praktiken. Diese sind stark von volksreligiösen Elementen durchwirkt und werden entsprechend kaum durch offizielle Priester der georgischen Orthodoxie geleitet, sondern im Alltag durch Familienälteste in Wohnhäusern oder den für Swanetien bekannten kleinen Kirchen durchgeführt.

## Religion
In der Vorstellung religiöser Swanen ist der Tod lediglich durch eine „dünne Wand“ vom Leben getrennt. Sie glauben, dass ihre verstorbenen Angehörigen sich um das Seelenheil der noch Lebenden kümmern. Deshalb kümmern sich die Lebenden auch um das Seelenheil der Verstorbenen. Diese Wand-Metapher lässt sich besonders gut an den swanischen Sakralbauten ablesen. Auf den Innenwänden vieler swanischer Kirchen sind – wie in der orthodoxen Kirche üblich – Heilige zu sehen, wohingegen auf der Außenseite weltliche Persönlichkeiten wie etwa Könige abgebildet sind. Gottesdienste werden in Swaneti zumeist außen an der Kirche abgehalten und nicht in ihr. Der Raum innerhalb der Kirche ist den Seelen der Verstorbenen vorbehalten. Der Höhepunkt der Erinnerung an die Verstorbenen und die Ehrung ihrer Seelen ist das jährlich stattfindende Lipanali-Fest. Ist ein Mensch außerhalb seines Hauses verstorben, so irrt dessen Seele frei umher und muss eingefangen und zurückgeholt werden. Zu den Beerdigungsritualen gehört in diesem Fall, dass am Ort seines Todes bis zum Morgengrauen die dreisaitige Fidel Tschuniri gespielt wird, wodurch die Seele anschließend mit der Prozession ins Haus zurückkehrt.

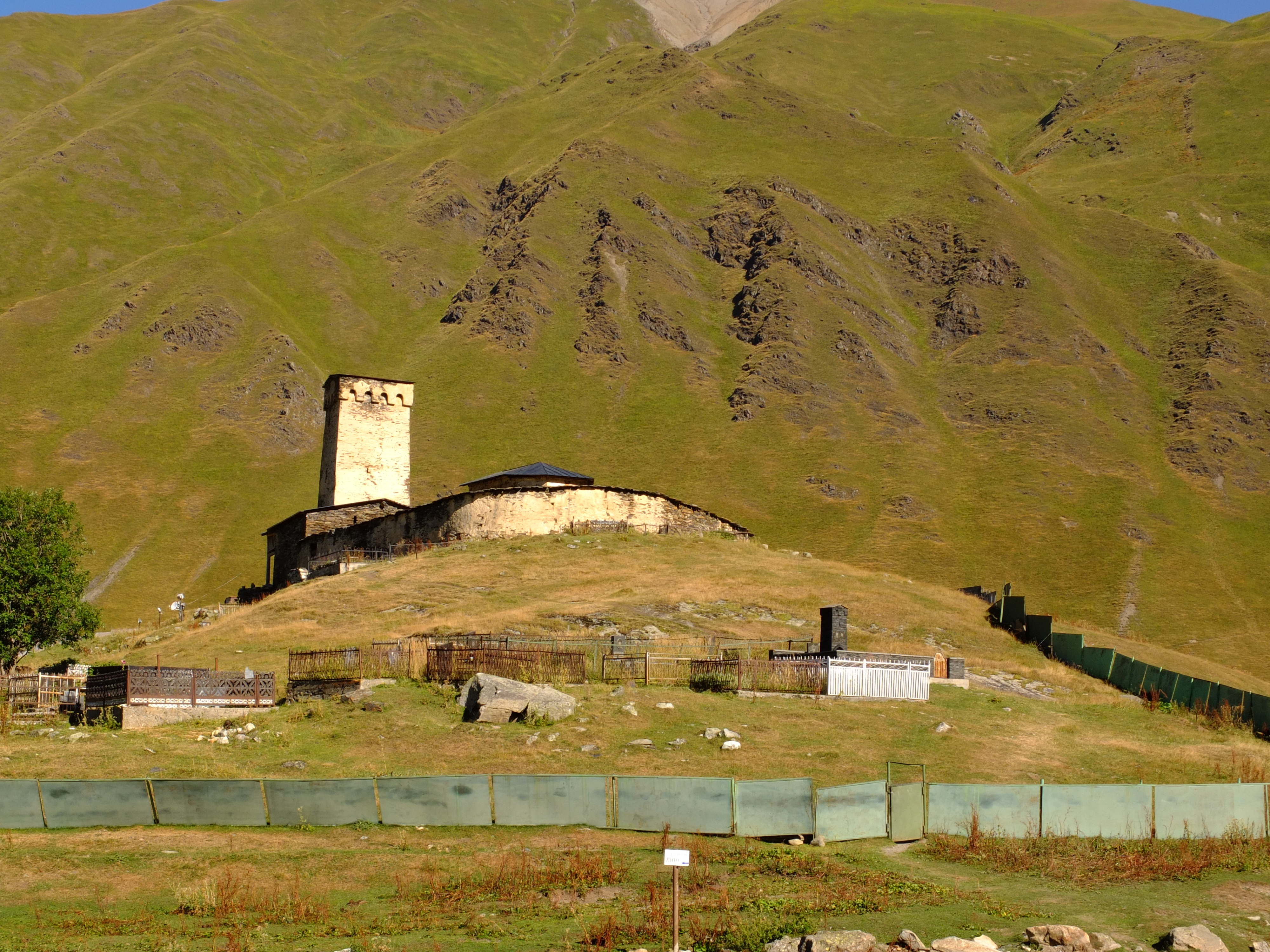
Das Kloster Lamaria in Ushguli (Oberswanetien) ist eine der bedeutendsten religiösen Stätten in Georgien.

Die Swanen haben eine Vorstellung vom Schicksal, wonach ein Säugling eine unsichtbare Schrift auf die Stirn erhält, die festlegt, wann und auf welche Art er sterben wird. Stirbt der Säugling sehr früh, heißt es, er sei „ohne Schrift auf der Stirn“ verstorben. Schicksalszeichen kommen auf verschiedene Weise in der kaukasischen Volksdichtung vor.
Charakteristisch für die swanetische Kultur sind Kreistänze mit mythologischem Hintergrund, die häufig von Jagd und Fruchtbarkeit handeln. In Swanetien haben sich mehr als anderswo in Georgien vorchristliche Vorstellungen erhalten. Nur hier wird noch die aus dem iranischen Hochland stammende Winkelharfe Tschangi gespielt, die im Mittelalter weit verbreitet war.

## Wirtschaft
Landwirtschaft mit Ackerbau und Viehzucht war in Swanetien schon immer die wichtigste Wirtschaftsform und sichert heute noch für den Großteil der Bevölkerung die Grundversorgung. Viehzucht wird auf geringem Produktionsniveau betrieben, ist jedoch von großer Bedeutung als zusätzliche Einkommensquelle, die über die Subsistenzwirtschaft (Fleisch, Milch und Milchprodukte) hinausreicht. Dennoch sind wegen der Zersplitterung und Begrenztheit der zur Verfügung stehenden Flächen in den engen Tälern auch bei Einführung moderner Methoden keine bedeutenden Steigerungen zu erwarten. Unter den Feldfrüchten bietet sich lediglich die Kartoffel zur Marktproduktion an; die geringe durchschnittliche Feldgröße und ein Mangel an Mechanisierung setzen allerdings auch hier Grenzen. Dennoch kann das auf die Sowjetzeit zurückgehende Wissen über Produktionssteigerung durch kollektive Produktionsformen als Marktpotential gesehen werden – genossenschaftliche Organisationsformen wurden jedoch bislang nicht von der Bevölkerung angenommen.

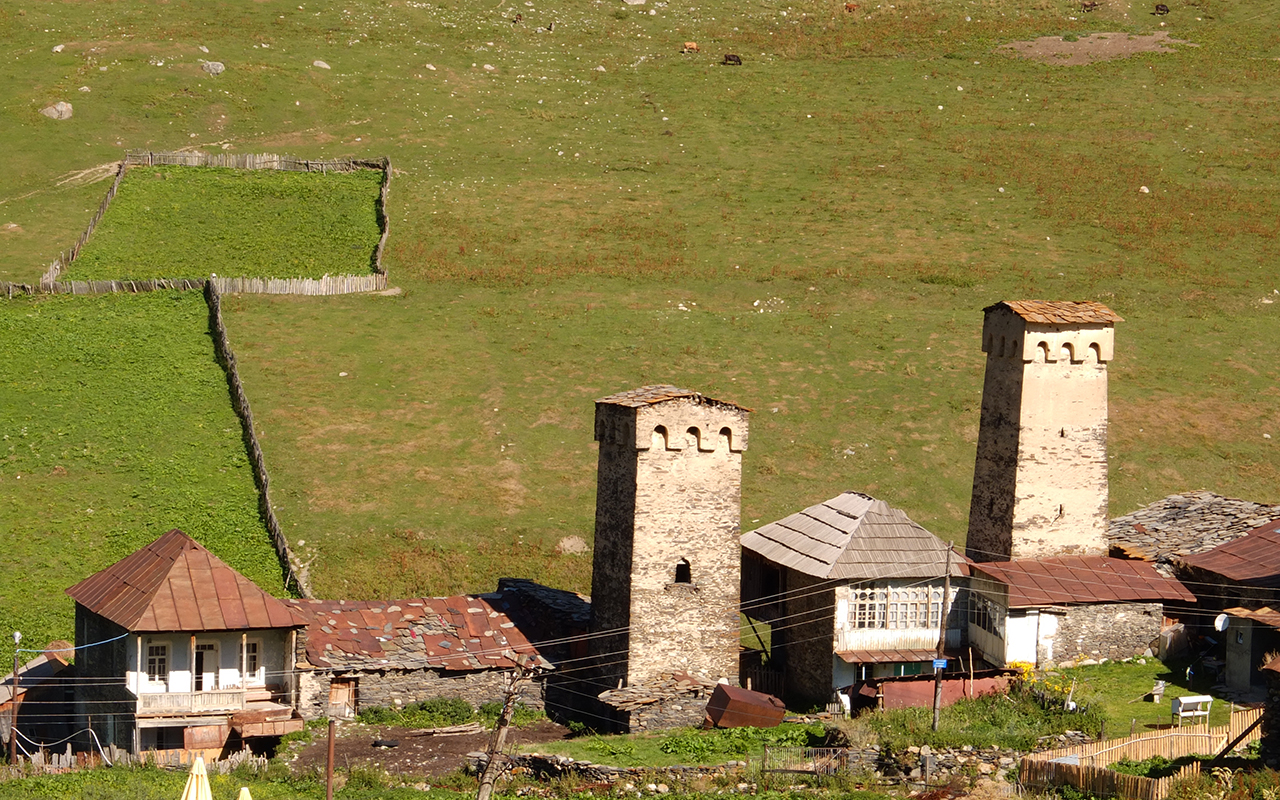
Der Blick auf eine Häuserreihe in Chwibiani (Ushguli) zeigt die für Oberswanetien typische Landwirtschaftliche Nutzung mit Kartoffeläckern und Weiden.

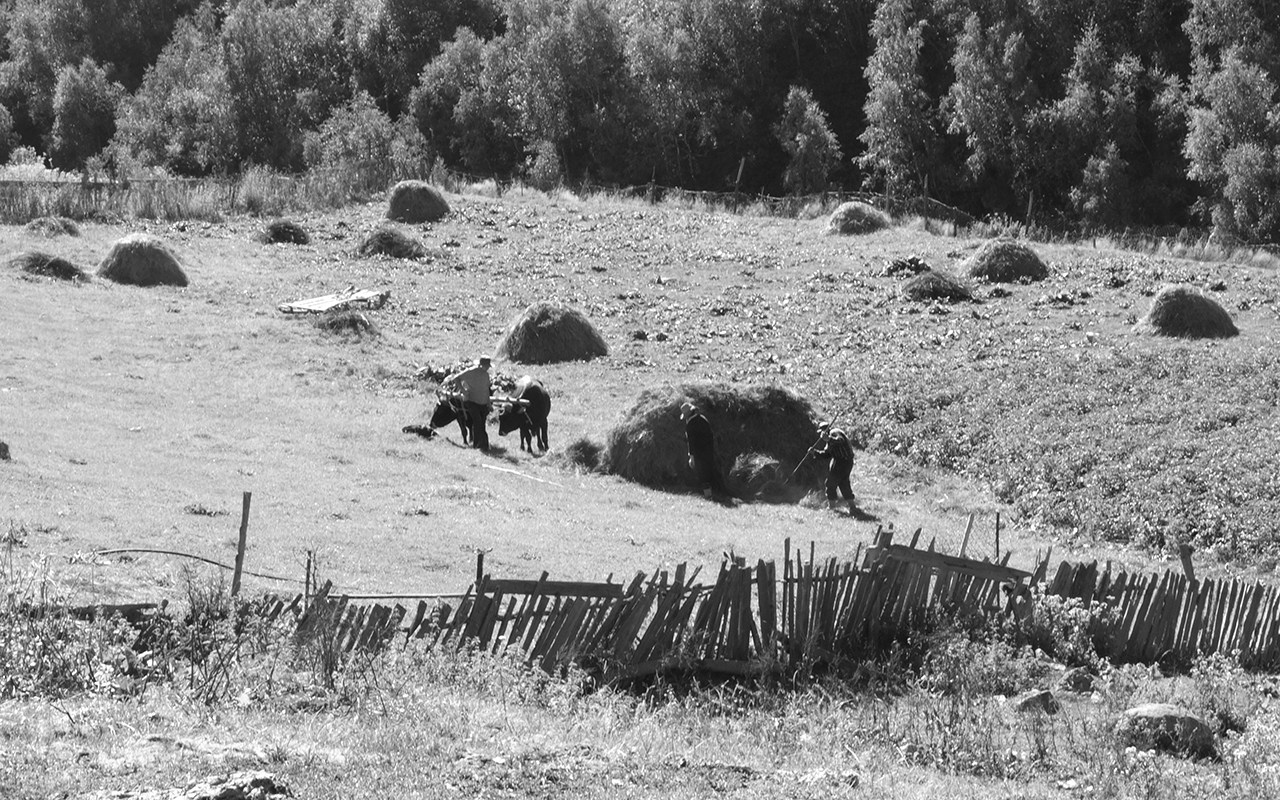
Von August bis Herbst werden in Ushguli (Oberswanetien, Kaukasus) die Weiden für die Viehfütterung im Winter gemäht.

Der Wald wird genutzt zur Gewinnung von Feuer- und Bauholz. Der Großteil des Holzeinschlags erfolgt vor dem Hintergrund der Fortschreibung der Verstaatlichung der Waldflächen aus der Sowjetzeit illegal. Eine nachhaltige Waldwirtschaft ist erst im Entstehen. Die Vermarktung von Schnitzwerk und Möbelstücken für den Tourismus könnte eine Perspektive für eine nachhaltige Waldnutzung darstellen. Ohne verbesserte Heizweisen und Isolation der Häuser und einen Anschluss Swanetiens an die Gasversorgung zum Heizen und Kochen bleiben die Waldflächen fortschreitend gefährdet.
Hoch sind die Potentiale für die Nutzung regenerativer Energien im Bereich der Wasserkraft, wenn auch die Einrichtung neuer Wasserkraftwerke aus ökologischen, politischen und sozialen Gründen umstritten ist. Das größte südkaukasische Wasserkraftwerk ist das Enguri-Kraftwerk, dessen Staumauer zugleich die höchste Bogenstaumauer der Welt ist mit 271,50 m Länge. Größter Stromabnehmer ist aus einer Reihe weiterer Wasserkraftwerke Georgiens schon heute die Türkei. Allerdings ist in Swanetien die Stromversorgung auch aufgrund der mangelnden Zahlungsfähigkeit der Kommunen nicht durchgehend gesichert. Vor allem die Bergdörfer sind im Winter immer wieder über mehrere Tage hinweg völlig vom Strom abgeschnitten.
Vor dem Hintergrund eines reichen kulturräumlichen und ökologischen Erbes wird vor allem im Tourismus als Wander- und Kulturtourismus Entwicklungspotential für Swanetien gesehen. Angezogen auch vom Welterbestatus führt dieser zu einer zumindest sommerlichen Wiederbelebung verfallener Ortschaften und stellt so erst einmal die Grundbedingung für einen nachhaltigen Erhalt der Kulturlandschaft dar. So nahmen die Besucherzahlen laut dem Tourism Center in Mestia von unter 9000 im Jahr 2011 auf über 26000 im Jahr 2014 zu.
Die damit verbundenen Herausforderungen werden in zahlreichen aktuellen Publikationen hervorgehoben, die sowohl die Notwendigkeit von ökonomisch und sozial nachhaltigen Ansätzen betonen, und die besondere Gefährdung des architektonischen Erbes sowohl durch menschlichen Einfluss als auch eine Gefährdung der baulichen Substanz durch Naturereignisse wie Lawinen- und Murenabgänge oder Erdrutsche hervorheben.
In Folge des Konkurrenzdrucks durch die Organisation der Vermietung über Online-Plattformen sind die Preise für Unterkünfte in Swanetien dauerhaft zu niedrig, so dass vor allem Anbieter von Privatunterkünften kaum ausreichenden Gegenwert für ihre Investitionen erhalten in Anbetracht hoher Zinsen bei Kleinkrediten. Die zunehmende Zahl der saisonalen Rückkehrer aus Kvemo Kartli erhöht außerdem den Wettbewerbsdruck. Zudem nimmt der von Touristen verursachte Müll stetig zu, was auch dadurch verschärft wird, dass selbst Mestia als Verwaltungshauptstadt Oberswanetiens über kein Klärsystem zur Abwasserreinigung verfügt. Derzeit (Stand 2019) liegen keine Untersuchungen und Erkenntnisse dazu vor, ob und in welchem Umfang Touristen sich der besonderen ökologischen und sozialen Gefährdungen der Region durch nicht-nachhaltige touristische Praktiken und Verhaltensweisen bewusst sind.

## Weblinks

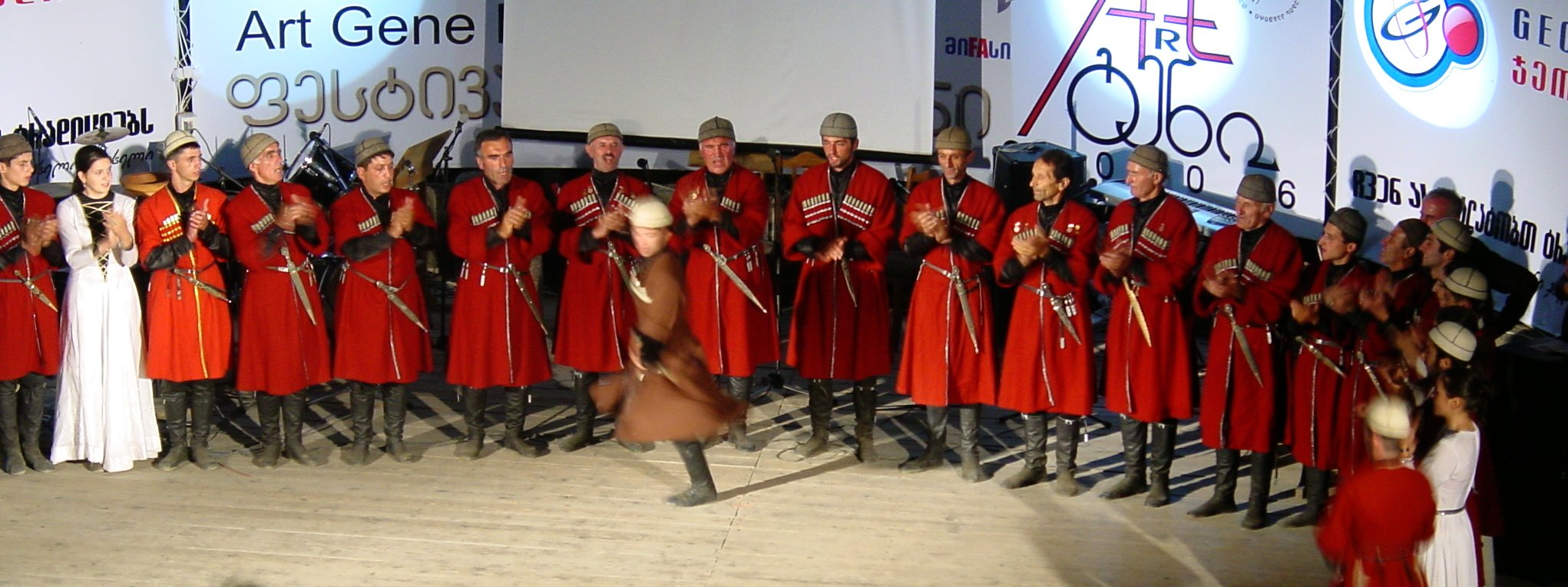
Traditioneller Tanz